# Seigneurie de Sault-au-Matelot
Le fief du Sault-au-Matelot fut la toute première seigneurie concédée au Canada. Les terres correspondent à ce qui est aujourd'hui la partie nord de la haute-ville du Vieux-Québec ainsi qu'au quartier du Vieux-port dans la basse-ville.

## Concession
Le fief fut concédé le samedi 4 février 1623 à Louis Hébert par le duc Henri II de Montmorency, vice-roi de la Nouvelle-France.  Ce fut ainsi l'une des trois seules seigneuries concédées avant que le développement de la colonie soit confié, en 1627, à la Compagnie de la Nouvelle-France.  Il comprenait une partie de l'actuelle ville de Québec, entre le fleuve Saint-Laurent et la rivière Saint-Charles.
Les lettres de concession émises en 1623 par le duc de Montmorency n'ont pas subsisté, mais la confirmation s'en trouve dans un autre acte de concession accordé à Louis Hébert le 28 février 1626 par Henry de Levy, duc de Ventadour, qui avait succédé en 1625 au duc de Montmorency en tant que vice-roi de la Nouvelle-France.  L'acte de 1626 signé par le duc de Ventadour donne la description suivante des terres concédées :
« (...) s'estant le dit Hébert arresté près le grand fleuve Saint-Laurens au lieu de Québec joignant l'habitation qui est entretenüe par la société autorisée par Sa Majesté et par nous confirmée, il auroit par son travail et industrie assisté de ses serviteurs domestiques  deffrichée certaine portion de terre comprise dans l'enceinte d'un clos, et fait batir et construire un logement pour luy, sa famille et son bestail ; desquelles terres, logements et enclos il auroit obtenu de Monsieur le duc de Montmorency nostre predecesseur, vice-roy, le don et octroy a perpétuité par les lettres expédiées le samedy quatrieme février mil six cent vingt trois ; Nous, pour les considérations sus-alleguées et pour encourager ceux qui desireront cy après peupler et habiter le dit païs de Canada, avons donné, ratiffié et confirmé, donnons, ratiffions et confirmons au susdit Louis Hébert et ses successeurs et héritiers et suivant le pouvoir à nous octroyé par Sa Majesté toutes les susdites terres labourables et deffrichées et comprises dans l'enclos du dit Hébert ensemble la maison et batimens ansy que le tout s'estend et comporte au dit lieu de Québec sur la grande rivière ou fleuve de St. Laurens pour en jouir en fief noble par luy ses héritiers et ayant cause à l'avenir comme de son propre et loyal acquest et en disposer pleinement et paisiblement comme il verra bon estre, le tout relevant du fort et chateau de Québec aux charges et conditions qui lui seront cy après par nous imposées et pour les mêmes considérations, avons de plus fait don au dit Hébert et à ses successeurs, hoirs et héritiers de lestendue d'une lieue françoise de terre située proche le dit Québec sur la rivière saint Charles qui a été bornée et limitée par les sieurs de Champlain et de Caen pour les posséder, deffricher, cultiver et habiter ainsy quil jugera bon estre aux mêmes conditions de la première donation (...) »
C'est la première partie du texte cité ci-dessus qui confirme la concession de ce qui deviendra connu sous le nom de fief du Sault-au-Matelot.  La dernière partie du texte (« avons de plus fait don au dit Hébert (...) de l'estendue d'une lieue françoise de terre située proche le dit Québec (...) ») ne concerne pas le Sault-au-Matelot mais constitue une nouvelle concession, celle d'un fief situé de l'autre côté de la rivière Saint-Charles et qui deviendra plus tard connu sous le nom de Saint-Joseph puis sous celui de Lespinay.

## Partage du fief

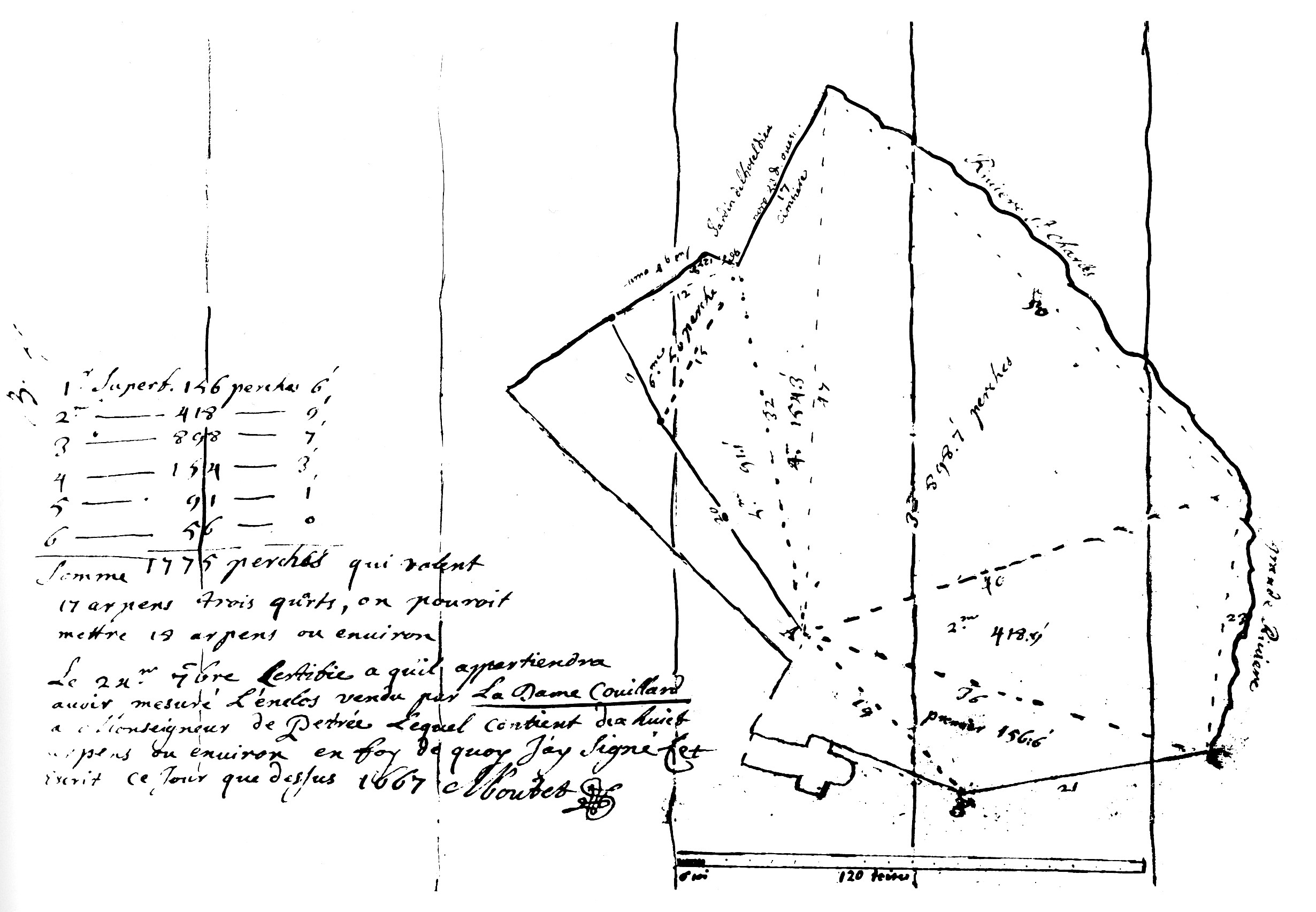
Dessin de 1667 du Sault au matelot tel que vendu par dame Couillard

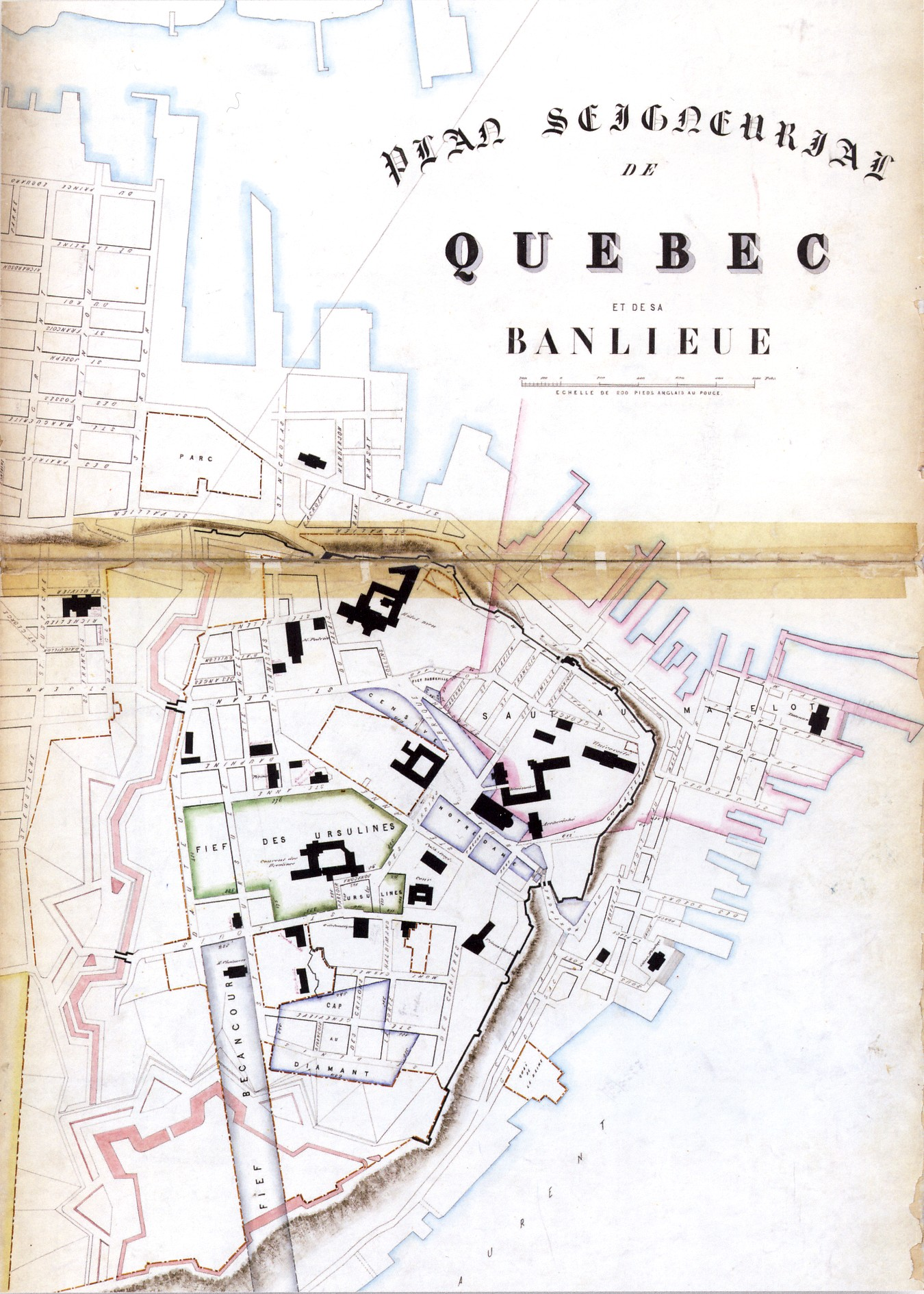
Le fief du Sault au matelot sur une carte d'environ 1860 (délimité en rose, dans la partie droite de la carte)

Louis-Hébert décède en 1627 et, le 15 septembre 1634, le fief du Sault-au-Matelot est partagé entre ses héritiers : sa veuve Marie Rollet, son fils Guillaume Hébert et sa fille Guillemette Hébert, épouse de Guillaume Couillard.
En 1663, François de Laval, vicaire apostolique de la Nouvelle-France, installe le Séminaire de Québec sur les terres du fief du Sault-au-Matelot.  Le 10 avril 1666, il achète la part du fief appartenant à Guillemette Hébert Couillard.  Le 12 avril 1680, monseigneur de Laval cède tous ses biens, dont le fief du Sault-au-Matelot, au Séminaire de Québec.

## Toponyme
Sault-au-Matelot est aussi le nom de l'une des plus anciennes rues de Québec.
Le quartier du Sault-au-Matelot est l'un des endroits par lesquels les troupes américaines tentèrent de pénétrer dans Québec et où les combats eurent lieu en 1775 lors de la guerre d'indépendance des États-Unis. 